# Кубок Греції з футболу 2020—2021
Кубок Греції 2020-21 — 79-й розіграш Кубка Греції. Титул здобув ПАОК.

## Календар
| Раунд        | Дата                       | Матчі | Клуби  |
| ------------ | -------------------------- | ----- | ------ |
| Перший раунд | 19 січня - 4 лютого 2021   | 12    | 14 → 8 |
| 1/4 фіналу   | 10 лютого - 2 березня 2021 | 8     | 8 → 4  |
| 1/2 фіналу   | 7-27 квітня 2021           | 4     | 4 → 2  |
| Фінал        | 22 травня 2021             | 1     | 2 → 1  |

## Перший раунд
| Команда 1              | Заг. | Команда 2       | 1-й матч | 2-й матч |
| ---------------------- | ---- | --------------- | -------- | -------- |
| 19 січня/4 лютого 2021 |      |                 |          |          |
| ПАОК                   | 7:1  | Лариса          | 5:0      | 2:1      |
| Волос                  | 3:1  | ОФІ             | 2:0      | 1:1      |
| ПАС Яніна              | 5:4  | Атромітос       | 2:2      | 3:2      |
| Аріс                   | 4:0  | Астерас         | 2:0      | 2:0      |
| АЕК                    | 3:2  | Аполлон Смірніс | 2:0      | 1:2      |
| Панатінаїкос           | 0:6  | Олімпіакос      | 0:3      | 0:3      |

## 1/4 фіналу
| Команда 1                | Заг. | Команда 2      | 1-й матч | 2-й матч |
| ------------------------ | ---- | -------------- | -------- | -------- |
| 10 лютого/4 березня 2021 |      |                |          |          |
| АЕК                      | 4:3  | Волос          | 4:2      | 0:1      |
| ПАОК                     | 6:3  | ПАС Ламія 1964 | 5:2      | 1:1      |
| Олімпіакос               | 3:2  | Аріс           | 2:1      | 1:1      |
| ПАС Яніна                | 4:2  | Панатінаїкос   | 2:1      | 2:1      |

## 1/2 фіналу
| Команда 1        | Заг. | Команда 2  | 1-й матч | 2-й матч |
| ---------------- | ---- | ---------- | -------- | -------- |
| 7/27 квітня 2021 |      |            |          |          |
| АЕК              | 1:3  | ПАОК       | 0:1      | 1:2      |
| ПАС Яніна        | 2:4  | Олімпіакос | 1:1      | 1:3      |

## Фінал
| 22 травня 2021 21:00 (UTC+3) |

| Олімпіакос | 1:2      | ПАОК                              |
| ---------- | -------- | --------------------------------- |
| М'Віла 50' | Протокол | Вієйрінья 36' (пен.) Крменчик 90' |

| Олімпійський стадіон, Афіни Глядачів: 0 Арбітр: Данні Маккелі |